# Braunstirnnewtonie
Die Braunstirnnewtonie oder Braunstirn-Newtonie, jetzt Braunstirnvanga (Newtonia archboldi) ist ein auf Madagaskar endemischer Singvogel aus der Familie der Vangawürger (Vangidae).
Das Artepitheton bezieht sich auf den US-amerikanischen Zoologen und Ornithologen Richard Archbold.

## Merkmale
Dieser kleine Vangawürger ist etwa 12 cm groß, 7–9 g schwer und ähnelt der Rostbauchnewtonie.
Die Oberseite ist grau-braun mit breitem rostfarbenen Band an Stirn und ums Auge herum, dunklem Schnabel und weißer Iris. Die kurzen Flügel sind etwas intensiver braun, die Unterseite ist blass-orange, die relativ langen Beine und der Schnabel sind dunkel. Beim Jungvogel ist das Orange auf der Brust deutlicher, und er hat rostbraune Flügelbinden. Die Iris ist hell.

## Verhalten
Braunstirnnewtonien ernähren sich von Gliederfüßern einschließlich Spinnen, Käfern, Termiten und Schmetterlingen. Sie suchen gerne zusammen mit Rostbauchnewtonien und Timalien im Dornenwald (Spiny forest) nach Nahrung. Flügge Jungtiere können zwischen November und Dezember beobachtet werden.

## Verbreitung und Lebensraum
Diese Art ist im tropischen und subtropischen Trockenwald oder buschigen Flächen sowie im Dornenwald  nördlich der Provinz Toliara anzutreffen.

## Gefährdungssituation
Der Bestand gilt als nicht gefährdet (Least Concern).